# ハーヴェイ・ミルク
ハーヴェイ・バーナード・ミルク（英: Harvey Bernard Milk, 1930年5月22日 - 1978年11月27日）は、アメリカ合衆国の政治家、ゲイの権利活動家。
1977年、カリフォルニア州サンフランシスコ市の市会議員に当選し、同国で初めて選挙で選ばれたゲイを公表していた公職者となる。しかし、議員就任1年も経たない1978年11月27日、同僚議員のダン・ホワイトにより、ジョージ・マスコーニ市長とともに同市庁舎内で射殺された。この事件の裁判で、ホワイトはわずか7年の禁固刑を宣告され、この評決に怒った同性愛者らが、サンフランシスコで広範囲にわたる暴動を起こした。1999年には「タイム誌が選ぶ20世紀の100人の英雄」に選出されている。

## 経歴

### 前半生
ハーヴェイ・ミルクはニューヨーク州ウッドミアで生まれ、1951年にニューヨーク州立大学アルバニー校を卒業し、米国海軍に入隊した。名誉除隊したが、後の選挙運動中に、軍隊で数多く行われた同性愛者粛正の犠牲者となった、と語っている。海軍での勤務の後、ミルクはテキサス州ダラスでしばらく暮らしたが、ユダヤ人であったために仕事を見つけたり長く続けるのは難しかった。その後ニューヨーク市に転居しウォール街で働いた。また、トム・オホーガンと共にプロデューサーとして、『レニー』やミュージカル 『ジーザス・クライスト・スーパースター』を含む、多くの演劇に関わった。
1972年には当時の多くのゲイと同様に、サンフランシスコに移り住む。 パートナーのスコット・スミスと居を構え、ゲイ・ヴィレッジのカストロ地区にカメラ店「カストロカメラ」を開いた。彼は共同体のリーダーとして頭角を現すと、地元の商人から成る「カストロ・ヴァレー協会」を設立し、市役所と交渉する際には近隣の事業主の代表となった。

### 公職
ミルクは1973年と1975年にサンフランシスコ市議会に立候補し、2度とも落選している。
彼はサンフランシスコの大きいゲイコミュニティーの表看板として頭角を現し、彼自身が造り出した肩書き『カストロ通りの市長』で知られていた。彼は選挙のたびに支持者を増やしていった。ミルクの地盤における支持への感謝として、ジョージ・マスコーニ市長は1976年に許可証嘆願委員会に彼を任命した。
ミルクはそのちょうど5週間後に議席を失うことになっていたが、彼はカリフォルニア州議会議員選挙に立候補を表明した。投票総数33,000のその選挙で、ミルクは対立候補アート・アグノスに3,600票差で破れた。
サンフランシスコが大選挙区制から小選挙区制へ切り替わった後、彼は1977年の3度目の立候補で市議に選ばれた。ミルクはゲイであることを公表した人として初めて合衆国の大都市の公職に選ばれた。また全米公職者としてはキャシー・コザチェンコとイレイン・ノーブルに続いて三番目だった。ミルクはカストロを含む第5区の代表だった。彼は11ヶ月の在職期間中に、犬の糞の放置に罰金を科した有名な条例や、市の同性愛者権利法案を後援した。また、ブリッグス州上院議員の支援で制定を目指していた、教職にある同性愛者をその性的指向を理由に解雇できるとする「条例6」の破棄に尽力した。条例6は1978年11月にカリフォルニアの住人によって否決された。ミルクはまたサンフランシスコの民族系の住民や労働組合などと連帯を作ることに成功した。

### 暗殺
ミルクは、前市議ダン・ホワイトによって1978年11月27日に市庁舎でジョージ・マスコーニ市長とともに射殺された。
ホワイトはそのわずか数日前に、財政的な困難と政治的な挫折のために市議を辞職していた。ホワイトは支持者の助言を考慮して辞表を無効にしようと努め、マスコーニも最初は彼を再任することを約束した。しかし、ホワイトには再任命される法的資格がないとする市の弁護士の意見を聞いたマスコーニは、ホワイトの代わりに連邦住宅官ドン・ホランジーを任命することに決めた。これを知ったホワイトは、銃と予備弾薬10発を持ち、正面入口に取り付けられた金属探知機を避けるため開いていた半地下階の窓を通って市庁舎に入った。市長の執務室に入ると、ホワイトはこの「裏切り行為」についてマスコーニを問い詰め、マスコーニの肩と胸に各1発、頭部には至近距離から2発をとどめに打ち込んだ。ホワイトは銃に弾丸を再装填し、市役所の反対側に進んだが、そこで彼はミルクと出会った。ホワイトが主張するところでは、ミルクは薄笑いを浮かべて、ホワイトの代わりにドン・ホランジーを任命する決定は「残念だ (too bad)」と彼に話したという。ホワイトはミルクの胸に3発、頭部に至近距離から2発をとどめに打ち込んだ。
銃と10発の予備弾を持ち、金属探知機を避けるために半地下窓から忍び込み、両者には頭部にとどめを2発打ち込んでいるにもかかわらず、ホワイトは計画的な殺意を否定した。
ミルクの葬儀の晩に自然発生したキャンドルライトによる追悼の通夜に何千人もが参加した。この「キャンドルライトの通夜のビデオ」には、「（自分が）暗殺によって死んだの場合にのみ再生すべし」としてあらかじめ記録されたミルクのメッセージが含まれている。

### 裁判
ホワイトは責任軽減が認められた上で、計画的殺意のない殺人で有罪とされ、7年8ヶ月の禁固刑を宣告されたが、この判決はホモフォビアに基づくものであり寛大すぎるとして広く非難された。弁護士たちは、彼らが「ゲイに賛成的」とみなした者が陪審員になることを阻止した。そしてホワイトが鬱状態であった証拠を示すために心理学者を連れて来て、いつも健康を気にしていたホワイトがジャンクフードを消費したことは、ホワイトが正常な精神状態ではなかった証拠だと主張した（このため、「ジャンクフードが殺人の原因になる」という誤解が生まれた。トゥインキー・ディフェンスを参照）。ホワイトは5年の間服役し、仮釈放となった。彼の服役中、彼の妻は二人目の子供を出産していたが、その子供は障害を持って生まれたことにより、ホワイト自身は殺人への神罰だと考えていたとされる。
マスコーニの死によって市議会議長から市長に昇格していたダイアン・ファインスタインは、ホワイトがサンフランシスコに戻ることを望まないと公言していたが、ホワイトは仮釈放の1年後にサンフランシスコに戻った。当然ながらホワイトは歓迎されず、3人目の子供も授かったものの孤独な状態に陥っていった。ホワイトは1985年に妻の家のガレージで自動車の排気ガス吸引により自殺した。

### ホワイト・ナイトの暴動
判決の後、ゲイコミュニティーは後に「ホワイト・ナイトの暴動」として知られるようになる暴動に突入した。評決が聞かれるやいなや、知らせがゲイコミュニティー中を走り、人々の集団が官庁街に向かって速く歩き始め、午後8時までにはかなり多数の暴徒が形成された。1984年制作のドキュメンタリー映画『ハーヴェイ・ミルク』によれば、激怒した群衆は復讐と死罪を要求して警官に叫び始め、その後暴動が始まった。暴徒は多くの警察車両に火をつけ、バスの架線を引き裂いて交通を混乱させ、自動車や商店の窓を破壊し始めた。そして数で劣る警官に対して暴力が振るわれた。多くの暴徒が逮捕されたが、警察署長チャールズ・ゲインは、彼の対応があまりにも弱腰で、率先して生命と財産を守るべきであったときに部下の警官を押しとどめたとして非難された。ゲインは、誰も死亡者が出ず少数が軽傷を負っただけで済んだことを指摘し、自分自身を弁護した。この暴動が元で160人以上の人々が負傷し入院した。

### 遺産
ハーヴェイ・ミルクはゲイコミュニティーとゲイの権利運動の殉教者であると広く見なされている。ハーヴェイ・ミルク研究所や、サンフランシスコのハーヴェイ・ミルク・レスビアン、ゲイ、両性愛者及びトランスジェンダー民主クラブのように、多くのゲイおよびレスビアンの共同体協会がミルクの名にちなんで命名された。また、ニューヨーク市のハーヴェイ・ミルク高等学校を始め、合衆国の多くのオルタナティブスクールにもその名にちなんだ学校がある。英国のウォーリック大学の食堂は、彼の名誉にちなんでハーヴェイズと命名された。そして、リーズ大学の組合はナイトクラブをハーヴェイ・ミルク・バーと命名した（ただし、これはそれ以降に改名された）。
1999年6月、ミルクが「タイム誌が選ぶ20世紀の英雄・象徴的人物100人」の一人に選出され、2008年5月には、カリフォルニア州議会下院がミルクの誕生日である5月22日を公的に「ハーヴィー・ミルク・デイ」と規定する法案を可決した。また2009年に大統領自由勲章を授与されている。
ミルクは以前から暗殺の危険を察知しており、その場合に再生されるようにいくつかの音声テープを録音していた。それらのテープの1つには「もし一発の銃弾が私の脳に達するようなことがあれば、その銃弾はすべてのクローゼットの扉を破壊するだろう」（＝ もし私が暗殺されるようなことがあれば、それはこれまで隠れていたすべてのゲイの者たちをカミングアウトさせることにつながるだろう）という、有名な彼の文が含まれている。
2019年7月23日、サンフランシスコ国際空港は、第1ターミナルを「ハーヴェイ・ミルク・ターミナル」に改称した。
2023年7月11日に就役したジョン・ルイス級給油艦(AO)2番艦には、かつて海軍に入隊していた彼の名を冠して、ハーヴェイ・ミルク (T-AO-206)と名付けられた。

## ミルクを描いた作品および関連作品
『ハーヴェイ・ミルク』
1984年公開のドキュメンタリー映画『ハーヴェイ・ミルク』。原題は「The Times of Harvey Milk」。ハーヴェイ・ファイアスタインがナレーターを務める。第57回アカデミー賞で長編ドキュメンタリー映画賞を受賞した。2004年に20周年記念デジタルリマスター版DVDがリリースされ、監督ロブ・エプスタインと、ハーヴェイの甥スチュアート・ミルクなどのインタビューが追加された。
『ミルク』
2008年公開のドラマ映画『ミルク』。原題は「Milk」。ガス・ヴァン・サント監督。2008年1月に撮影が開始され、11月26日より米国で限定公開となったが、この年に公開された作品では最も少ないスクリーン数でのベスト10入りを果たし、12月より拡大公開された。第81回アカデミー賞では、作品賞、監督賞、主演男優賞、助演男優賞、脚本賞、編集賞、衣装デザイン賞、作曲賞の8部門にノミネートされ、脚本賞、主演のショーン・ペンがアカデミー主演男優賞を受賞した。日本公開は、翌2009年ゴールデンウィーク。
その他
- ハーヴェイ・ミルクを主題にした音楽作品も多く存在し、なかでもブルー・ジーン・タイラニーの『ハーヴェイ・ミルク（肖像画）』（1978年）は、ミルクが1978年に行った演説の記録を巧みに使った、磁気テープのための作品。
- 1987年、パンクバンドのデッド・ケネディーズが『I Fought the Law』（私は法律と戦った）の歌詞を、ダン・ホワイトの観点から書き直した痛烈なバージョンをリリースした。 コーラスは「私は法律と戦って勝った」に変更され、そして歌詞には「私は6連発の銃でジョージとハーヴェイの脳を吹き飛ばした」、「トゥインキーズが私の最高の親友だ」といった内容が含まれている。
- 「ハーヴェイ・ミルク」と命名されたメタルバンドが、1990年代初期にジョージア州アテネで結成された、現在も活動中である。
- バンド、コンクリート・ブロンドの1989年のシングル『God is a Bullet（神は一発の銃弾である）』でも言及された。 曰く、「ジョン・レノン、キング牧師、ハーヴェイ・ミルク - どれもいまいましいつまらない人間」。
- スチュワート・ウォレス作曲、マイケル・コリー脚本によるオペラ『ハーヴェイ・ミルク』が、サンフランシスコ・オペラによって1995年に初演され、そして1996年にドナルド・ルンニクルズの下でオペラ・オーケストラとコーラスと共にCDに録音された。
- 1983年に、エミリー・マンが手がけた同名の本に基づいた、1999年の映画『Execution of Justice（司法の処刑）』では、ミルクの暗殺が再現されている。
- 2000年のTV映画『アメリカの司法：それは私の過失じゃない - 奇妙な防御』が、ミルクとホワイトの記録文書の映像を使って暗殺を精査した。
- 2004年に、劇作家であり俳優でもあるジェイド・エステバン・エストラーダが、単独のミュージカル・コメディー『アイコンズ：レスビアンとゲイの世界史第二巻』でミルクを描いた。
- ブライアン・シンガー監督がミルクの生涯を描く伝記映画 『カストロ通りの市長（原題）』（The Mayor of Castro Street）を監督することになっていたが、2007年-2008年全米脚本家組合ストライキのために制作がずれ込み、現在も白紙になっている[8]。
- 1998年、フォーク・ミュージシャンのゾーイ・ルイスは、アルバム『Sheep』の収録曲「ハーヴェイ」でミルクを称えている。

## 関連文献
- 『ゲイの市長と呼ばれた男　ハーヴェイ・ミルクとその時代』（上下巻）

ランディ・シルツ著、藤井留美訳、草思社、1995年　ISBN 4-7942-0587-2, 4-7942-0588-0